# هارولد قود
هارولد قود (بالإنجليزية: Harold Good)‏ هو قسيس أيرلندي، ولد في 1937 في ديري في المملكة المتحدة.